# Dąbie (Wrocław)
|  |
|  |

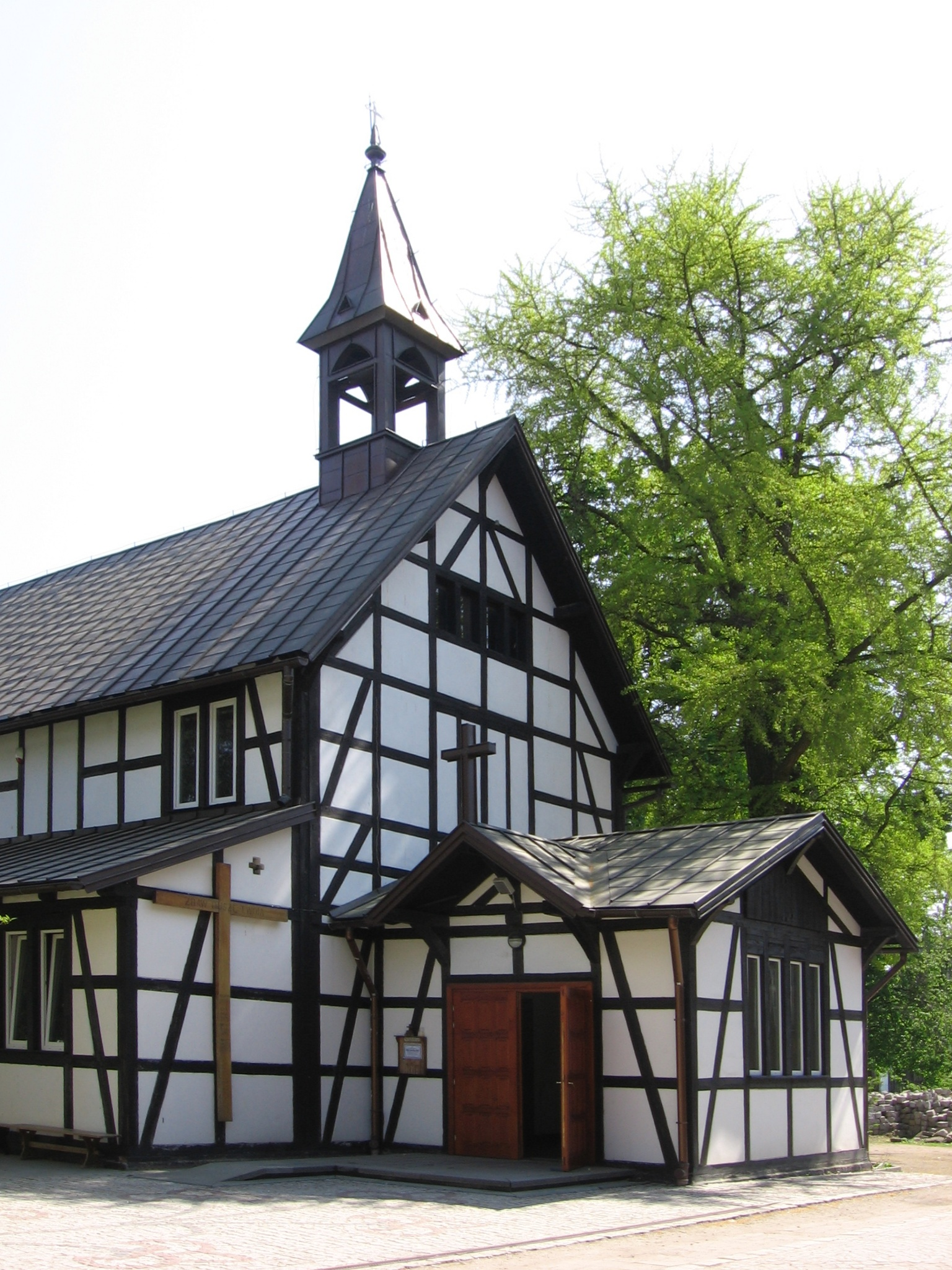
Kościół Matki Boskiej Pocieszenia

Dąbie (do 1945 Grüneiche) – część (zwyczajowo nazywana osiedlem) Wrocławia, na osiedlu Biskupin-Sępolno-Dąbie-Bartoszowice, położone na Wielkiej Wyspie. Od wschodu graniczy z Biskupinem, od południa – przez Odrę – z osiedlami Rakowiec, Siedlec i Bierdzany, na zachodzie sięga do odnogi Starej Odry i przez Most Zwierzyniecki i ulicę Skłodowskiej-Curie łączy się z Placem Grunwaldzkim, na północy styka się z Parkiem Szczytnickim i Sępolnem.
Dąbie stanowiło niegdyś folwark, odłączony od tzw. Starych Szczytnik (Alt Schetting) w 1496 r. po wykonaniu dzielącego je przekopu Odry (później zlikwidowanego). Do 1928 roku stanowiło podwrocławską wieś, ale zachodnią część dzisiejszego Dąbia, pomiędzy Starą Odrą a dzisiejszą ulicą Kopernika i stanowiącą część Starych Szczytnik przyłączono do miasta już w 1868 roku. W Dąbiu zmarł w 1808 r. architekt pruski Carl Gotthard Langhans, twórca berlińskiej Bramy Brandenburskiej.
Najważniejsze obiekty znajdujące się na terenie współczesnego Dąbia to wrocławski ogród zoologiczny i Hala Ludowa wraz z terenami wystawowymi wokół (obiekty te w chwili ich budowy w wieku XIX i na początku XX znajdowały się we wspomnianych Starych Szczytnikach) oraz dawna wystawa architektury mieszkaniowej Werkbundu WUWA. Oprócz nich mieści się tu jedna z zajezdni tramwajowych (obecnie nieczynna), boisko sportowe najstarszego powojennego wrocławskiego klubu IKS Ślęza, skupisko domów studenckich Politechniki zwane „Wittigowem” (od nazwy ulicy Edwarda Wittiga, przy której się mieści) oraz niewielki kościół Matki Bożej Pocieszenia. Rosną tu też kilkusetletnie dęby – m.in. przy ul. Bartla, nazwany imieniem Dzierżona – i przy skrzyżowaniu ul. Zielonego Dębu z Wróblewskiego – nazwany imieniem Włosta.